# Maéva Mellier
Maéva Mellier (* 19. November 1991) ist eine französische Taekwondoin. Sie startet in der Gewichtsklasse bis 72 Kilogramm.
Ihren ersten internationalen Erfolg feierte sie bei der Junioreneuropameisterschaft 2009 in Vigo, wo sie ins Halbfinale einzog und die Bronzemedaille gewann. Im Erwachsenenbereich feierte sie bei der Europameisterschaft 2012 in Manchester ihren Durchbruch. Im Viertelfinale schlug sie Elena Gómez-Martínez und scheiterte erst im Halbfinale an Anastassija Baryschnikowa, womit sie die Bronzemedaille gewann.